# Laokoón-csoport

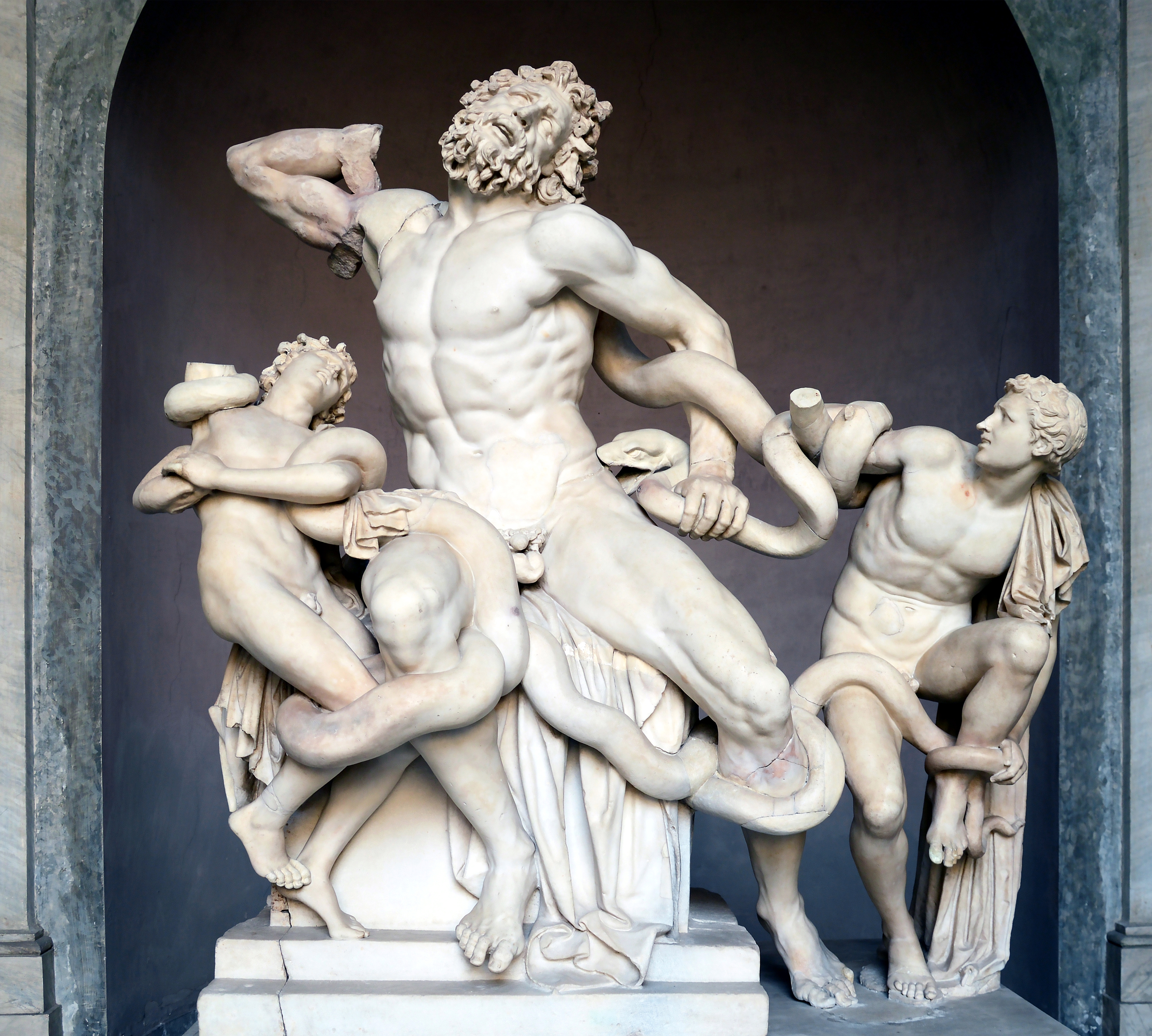
Laokoón-csoport szobra a római Vatikáni Múzeumban

A Laokoón-csoport Laokoón trójai papot és két fiát a kígyó halálos szorításában ábrázoló márvány szoborcsoport, amelyet Rómában, a Vatikáni Múzeumban őriznek.
1506. január 14-én egy Felice de Fredis nevű földműves találta meg Rómában, az Esquilinus-dombon lévő szőlőjében, Nero római császár palotájának romjainál, s ezt követően sokáig az ókori művészet legkiemelkedőbb alkotásai közé sorolták. Alkotói, a rodoszi Hagészandrosz, Athénodórosz és Polüdórosz a pergamoni-rodoszi patetikus stílus folytatói voltak az i. e. 2. században. A három művésznév újabban a sperlongai lelet egyik szobrának feliratán került elő. Nem sokkal megtalálása után II. Gyula pápa tulajdonába került. Mivel a szobor sérült volt, a pápa felkérte Michelangelót, hogy egészítse ki azt, de a művész visszautasította, mondván „képességei nem érnek fel hozzá”. A szobrot később mégis restaurálta Michelangelo egyik tanítványa. (Jelenleg a kiegészítések nélkül tekinthető meg). Rómába a Kr. u. 1. század második felének elején került, amikor a rodoszi szenátus a Róma előtti meghódolás jeléül felajánlotta Tiberius császárnak. Az ajándék állítólag azt jelképezte, hogy a sorsnak nem lehet ellenszegülni.

## Szépirodalmi feldolgozás
Laokoón és fiai történetét a legplasztikusabban Vergilius Aeneis című eposzának II. éneke írja le:
„Láokoón, választott Neptúnus-pap, a pompás

Oltáron testes barmot készült bemutatni,

Íme azonban két kígyó közelít Tenedosból –

Most is borzadok, elmondva –, s gyűrűzve a csendes

Tengeren át, fej-fej mellett, fövenyünk fele úsznak;

Mellük fent a vizen, vérszínü taréjuk is, ámde

Testük egyéb részével hajtják hátul az örvényt,

Ormótlan derekuk roppant karikákba csavarván.

S tombol a tajtékos hab; azok meg kúsznak a partra,

S míg szemeikben vér és villám lángja vereslik,

Rezgő nyelvükkel sziszegő szájuk nyalogatják.

Sápadtan menekül mindenki. Eközben a hüllők

Láokoónra, azaz kicsi két gyerekére vetődnek,

Nyílegyenest, és átfonván testük gyürüikkel,

Szánandó, csöpp tagjaikat tépdesve lemarják;

Majd az atyát, ki rohan fegyverrel védeni őket

Fojtják rémséges hurkokba: a pikkelyes izmok

Törzse körül kétszer, kétszer tekerednek a tarkón,

Ámde nyakuk s a fejük fent még így is kimagaslik.

Gennytől és mocskos méregtől szennyes a papnak

Szentelt szallaga, marka pedig tépné a csomókat,

Ám rémült ordítással csak bőg az egekre;

Mint sebesült bika bőg, mely rosszul kapta a taglót

S oltárától elszabadulva kirázza nyakából.

Közben a két sárkány a magas templom fele siklik,

S ott, a kegyetlen Trítónis közelében, a várban,

Lábánál, nagy pajzsa alatt eltűnnek előlünk.

Fölvacogó szívünk uj iszony markolja meg ekkor,

S összesugunk: vétkéért végzete Láokoónra

Méltán mérte e sorsot, mert bűn volt gerelyével

Úgy megsérteni, gyomrondöfni e drága fatáltost.”